# Corrie Hermann
Corrie Hermann (geboren  4. August 1932 in Amersfoort) ist eine niederländische Ärztin und Politikerin.

## Leben
Cornelia Hermann ist die Tochter der Niederländerin Ada Weevers und des ungarischen Cellisten Pál Hermann, der Anfang der 1930er Jahre in Berlin arbeitete. Ihre Mutter verunglückte bereits 1933 bei einem Badeunfall. Ihr Vater musste nach der Machtergreifung der Nationalsozialisten Deutschland verlassen und arbeitete vorwiegend in Brüssel und in Paris. Corrie wuchs daher bei ihren Großeltern im Amersfoort auf. Nach dem deutschen Überfall auf die Niederlande 1940 und der Besetzung Frankreichs durch die Wehrmacht wich Paul Hermann nach Vichy-Frankreich aus, wo ihn Verwandte von Corries Mutter versteckten. Er wurde 1944 dort aufgespürt und in ein Vernichtungslager im Osten Europas deportiert und ermordet.
Corrie Hermann besuchte von 1944 an das Stedelijk Gymnasium in Amersfoort und  studierte ab 1950 Medizin an der Universität Utrecht. Sie praktizierte ab 1959 als Säuglings- und Kinderärztin und als Gesundheitslehrerin, sie selbst bekam vier Kinder. Von 1973 bis 1978 arbeitete sie in der medizinischen Forschung bei der Entwicklung von Testverfahren am CITO (Centraal Instituut voor Toetsontwikkeling) in Arnhem, danach als Medizinsoziologin an der Radboud-Universität Nijmegen und wurde 1984 mit der Dissertation Vrouwelijke artsen in Nederland promoviert. Ab 1982 leitete sie den kommunalen Gesundheitsdienst (Gemeentelijke Geneeskundige Dienst, GGD) in Heemskerk. Sie nahm ehrenamtliche Funktionen in der Niederländischen Medizinischen Gesellschaft, bei der Niederländischen Sozialversicherung und in der Gesellschaft Niederländischer Ärztinnen wahr.
Als Hermann 1992 in den Ruhestand ging, wurde sie mit dem Orden von Oranien-Nassau ausgezeichnet.
Sie richtete 1996 die „Paul Hermann Stiftung“ zur Förderung junger Cellisten ein. Von 1997 bis 2012 war sie Mitglied der Partei GroenLinks und zwischen 1998 und 2002  für eine Wahlperiode Abgeordnete für GroenLinks in der Zweiten Kammer, in der Zeit sorgte sie für eine Verschärfung des Rauchverbots in öffentlichen Einrichtungen.